# Jærv
|  | Denne artikel omhandler rovdyret jærven. For superhelten Jærven, se artiklen Wolverine |
Jærven (Gulo gulo) er det største landlevende medlem i mårfamilien og det eneste medlem af slægten Gulo. Den findes i spredte bestande cirkumpolart i nordlige fjeldområder.
Jærven, som kan veje op til 25 kilo, er meget solidt bygget og stærk af sin størrelse. Biddet er kraftigt, så den kan spise frossent kød og knuse knogler fra store dyr for at få fat i knoglemarven. Den er i stand til at slæbe byttedyr flere gange større end sig selv, som den vinterlagrer i huler og sprækker.
Den lever i de nordlige egne af Europa (herunder i Norge og Sverige), Asien og Amerika.